# Geoff Willis
Geoffrey „Geoff“ Willis (* 23. Dezember 1959 in Southampton, Vereinigtes Königreich) ist ein britischer Motorsport-Aerodynamiker und Rennstalldirektor.

## Leben
Willis studierte Maschinenbau an der University of Cambridge und erlangte den akademischen Grad eines Ph.D. im Fach Aerodynamik an der University of Exeter. Nach seinem Studium war er ab 1982 bei British Maritime Technology tätig und befasste sich dort mit der Aerodynamik von U-Booten und mit Hydrodynamik.
Willis wechselte 1987 in das America’s-Cup-Team Blue Arrow und war dort für die Form von Kiel und Rumpf zuständig. Außerdem befasste er sich mit Programmen der numerischen Strömungsmechanik (Computational Fluid Dynamics, CFD); diese Kenntnisse nutzte er später als einer der Ersten auch in der Formel 1.
Im Jahr 1990 wurde er Berater des Teams Leyton House, das den nach einem Comebackversuch gescheiterten Traditionsrennstall March übernommen hatte. Während seiner Tätigkeit bei Leyton House traf er Adrian Newey, der bereits bei Williams engagiert war, wurde Aerodynamiker des Williams-F1-Teams und arbeitete als Berater des Teams. Als Newey 1996 zum Rivalen McLaren wechselte, wurde Willis – neben Gavin Fisher – als dessen Nachfolger vorgeschlagen und bekam schließlich auch den Posten als Chef-Aerodynamiker.
2002 wechselte Geoff Willis zum Team British American Racing, das 2005 in den Besitz von Honda überging. Willis’ Status innerhalb des Teams wurde unklar, als am 22. Juni 2006 Shuhei Nakamoto die Stellung als oberster Technischer Direktor einnahm. Willis wurde vorgeschrieben, nicht mehr zu den Rennen zu kommen und sich ausschließlich auf die Aerodynamik zu konzentrieren. Letzteres stand im Widerspruch zu der Anstellung von Mariano Alperin-Bruvera als Kopf der Aerodynamik-Gruppe, die Hondas neuen Windkanal nutzte. Willis verließ schließlich das Team noch im selben Jahr.
Am 17. Juli 2007 engagierte ihn Red Bull Racing als Technischen Direktor, erneut unter Adrian Newey. Dort arbeitete er bis Juli 2009. Von März 2010 bis Sommer 2011 war er technischer Berater des Hispania Racing F1 Teams. Seit Oktober 2011 arbeitet er für Mercedes Grand Prix. Er war zuerst als Technologieleiter tätig, ist seit 2017 aber als Director of Digital Engineering Transformation für die digitale Infrastruktur des Teams zuständig.